# Volavka (film, 1995)
Volavka (v originále L'Appât) je francouzský hraný film z roku 1995, který režíroval Bertrand Tavernier jako adaptaci románu Morgana Sportèse, který je sám založen na událostech, ke kterým došlo v Paříži v 80. letech. Snímek měl světovou premiéru na mezinárodním filmovém festivalu v Berlíně v únoru 1995.

## Děj
Mladá žena slouží jako návnada v nočních klubech. Nechává se svést a poté zajistí svým komplicům vloupat se do domu muže, kterého si vybrali jako kořist, když si mladou ženu přivede domů.

## Obsazení
| Marie Gillain      | Nathalie Magnan    |
| Olivier Sitruk     | Éric               |
| Bruno Putzulu      | Bruno              |
| Richard Berry      | Alain              |
| Philippe Duclos    | Antoine            |
| Marie Ravel        | Karine             |
| Clotilde Courau    | Patricia           |
| Jean-Louis Richard | majitel restaurace |
| Christophe Odent   | Laurent            |
| Jean-Paul Comart   | Michel             |
| Jacky Nercessian   | pan Tapiro         |
| Jeanne Goupil      | matka Nathalie     |
| Alain Sarde        | Philippe           |
| Daniel Russo       | Jean-Pierre        |
| Philippe Torreton  | policejní šéf      |
| François Berléand  | inspektor Durieux  |
| Thierry Gimenez    | policista          |
| François Levantal  | policista          |
| Isabelle Sadoyan   | Éricova babička    |

## Ocenění
- Berlinale: Zlatý medvěd
- Filmový festival v Gramadu: nejlepší herečka (Marie Gillain) a nejlepší střih (Luce Grunenwaldt)
- César: nominace v kategoriích nejslibnější herec (Olivier Sitruk) a nejslibnější herečka (Marie Gillain)